# ウェブリー・リボルバー
ウェブリー・リボルバー（Webley Revolver）、またはウェブリー中折れ式リボルバー（Webley Break-Top Revolver）、ウェブリー自動排莢式リボルバー（Webley Self-Extracting Revolver）とは、イギリスで開発された回転式拳銃である。1887年から1963年まで、本国と植民地を含むイギリス帝国およびイギリス連邦諸国における標準的な軍用拳銃であった。
ウェブリー・リボルバーは自動排莢装置を備えた中折れ回転式拳銃である。最初のモデルであるウェブリー Mk Iは1887年に採用された。その後、1899年から1902年まで続いたボーア戦争の最中には改良型のウェブリー Mk IVが採用されている。そして、最も有名なのが第一次世界大戦只中の1915年に採用されたウェブリー Mk VIである。
ウェブリー・リボルバーが使用する.455ウェブリー弾は、官給拳銃として採用された中折れ回転式拳銃用の銃弾としては特に強力なものとして知られる。現在、.455ウェブリー弾を使用するウェブリー・リボルバーは使用されていないが、.38-200弾を使用するモデルは現在でも一部の国で警察や軍隊の官給拳銃として使用されている。

## 歴史
英国の企業であるウェブリー・アンド・スコット社では、19世紀中頃から20世紀末にかけて様々な回転式拳銃を開発・製造してきた。1853年には最初の特許取得製品であるシングルアクションのキャップ&ボール装填式中折れ回転式拳銃を発表している。また、同社は米国スミス・アンド・ウエッソン社製の回転式拳銃をライセンス生産しており、これを参考にした新設計の製品もいくつか発表している。こんにち、一般に「ウェブリー・リボルバー」として知られている中折れ回転式拳銃の原型は、1870年代に開発・生産されたシリーズに見られる。初期のシリーズの代表的な製品としてはウェブリー・プライス（Webley-Pryse, 1877年発表）およびウェブリー・カウフマン（Webley-Kaufman, 1881年発表）が挙げられる。1885年から1900年代初頭まで生産されていたウェブリー・ガバメント(Webley-Government, W.G)と呼ばれるシリーズは.476ないし.455口径弾を使用し、当時の民生市場における中折れ回転式拳銃として最も人気があったほか、英陸軍将校用の官給拳銃としても調達された。しかし、当時はウェブリーRICやブリティッシュ・ブルドッグ・リボルバーなど、持ち運びが容易な短銃身のソリッドフレーム型回転式拳銃の方が一般的であった。
1887年、英陸軍では1880年に採用されたものの評判の芳しくない.476口径エンフィールドMk IおよびMk II回転式拳銃に代わる新たな制式拳銃の選定に着手した。当時、ウェブリー・アンド・スコットは民生・軍用共に多くの拳銃を発表しており、この新制式拳銃の選定に関するトライアルにも新型の.455口径自動排莢式リボルバーを提出している。軍部ではこの拳銃が概ね好評で、1887年11月8日には制式名称ウェブリーMk Iピストル(Pistol, Webley, Mk I)として採用された。最初の契約では10,000丁のウェブリー・リボルバーが要求され、1丁あたりの値段は3ポンド1シリング1ペンス(£3/1/1)とされていた。また、8ヵ月間に少なくとも2,000丁の納品が求められていた。
その後、ウェブリー・リボルバー改良を重ねつつ生産が続けられた。最終モデルであるMk VIの調達期間は1915年から1923年までであった。1947年までにほとんどの.455口径モデルは退役し、エンフィールド・リボルバーなどと共に少数残されていた.38/200口径モデルも1963年までに退役した。民生市場向けにはウェブリー・ガバメントやウェブリー・ウィルキンソンなどのシリーズが販売され、将校の中にはウェブリー・リボルバーの退役後もこれらを個人的に購入して使用する者が少なくなかったという。

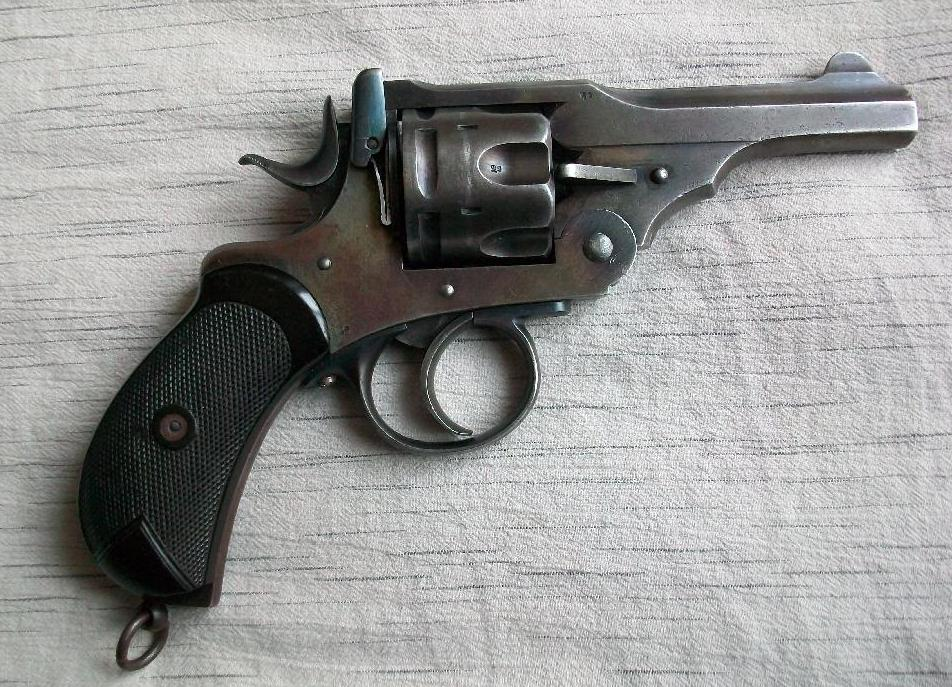
ウェブリー Mk I（1887年頃製造、.455口径モデル）
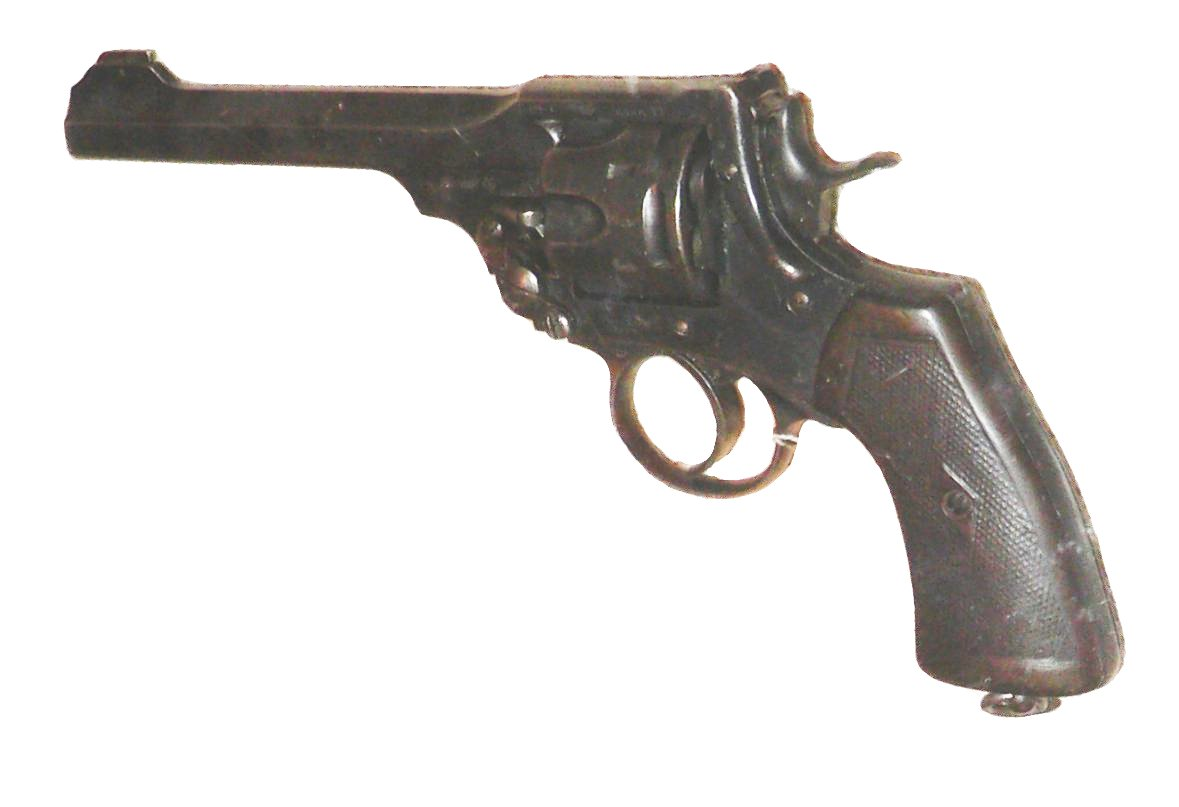
ウェブリー Mk VI（.455口径、官給モデル）
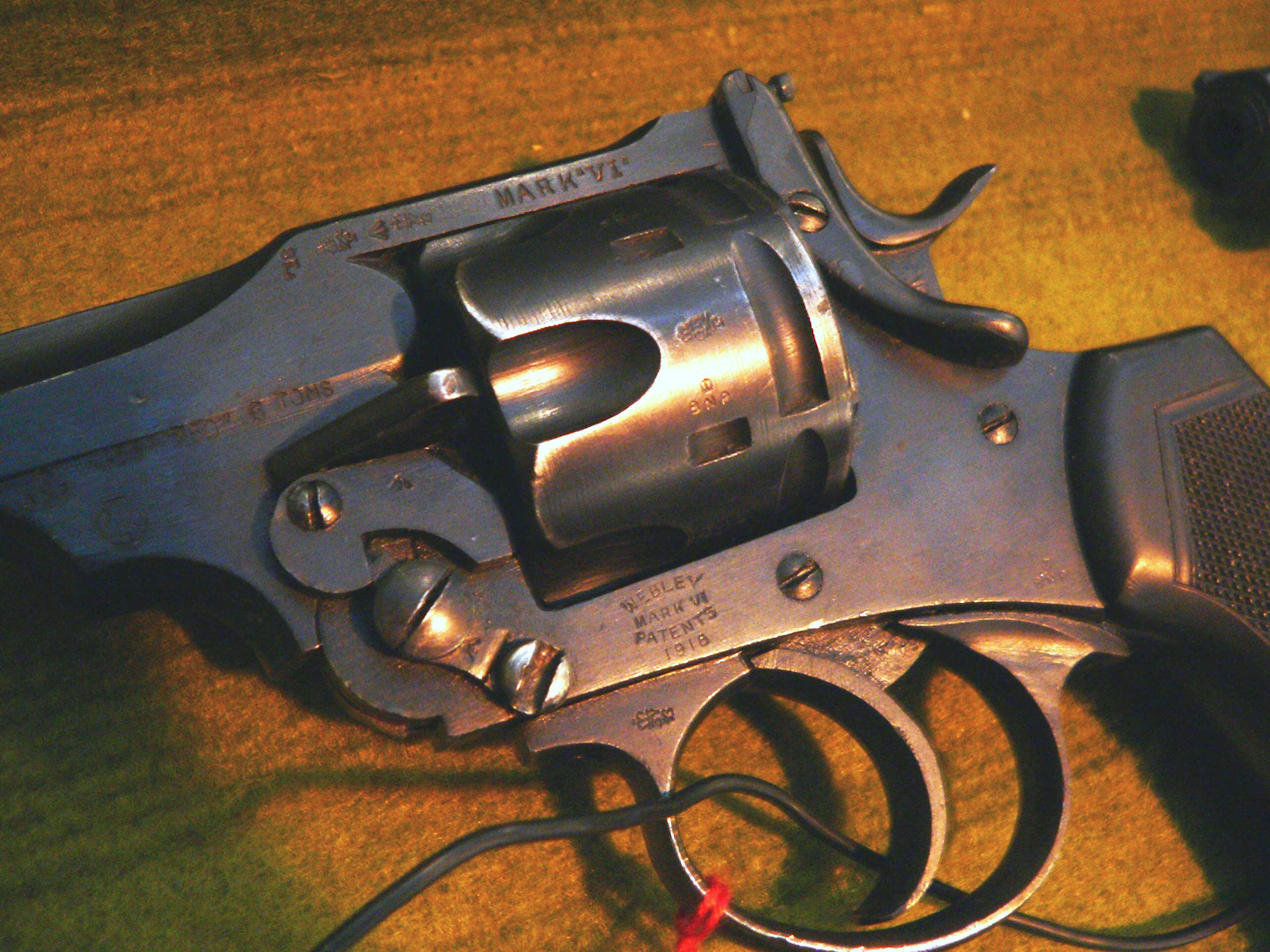
ウェブリー Mk VIのシリンダー
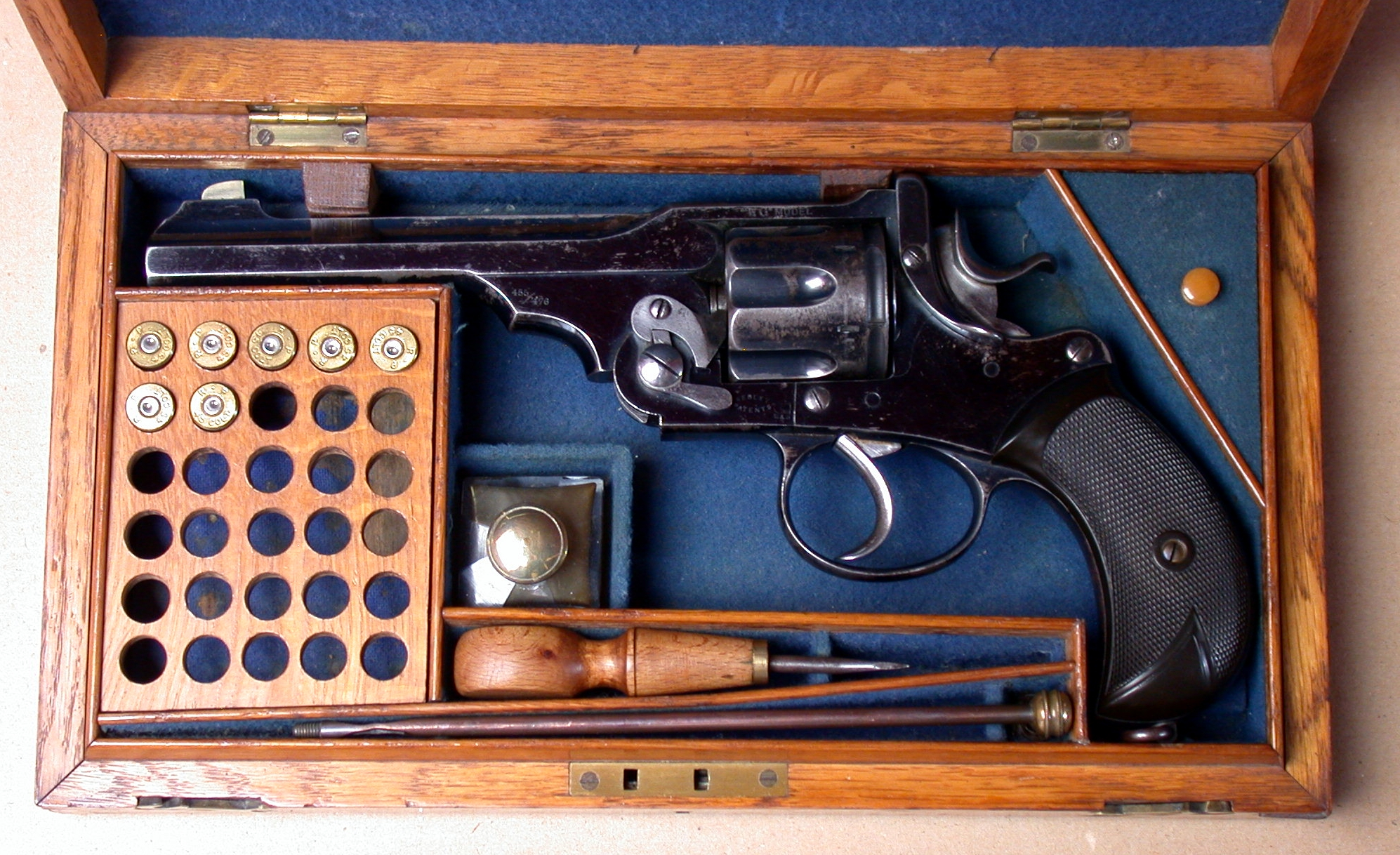
ウェブリー・ガバメント（.455/476口径）
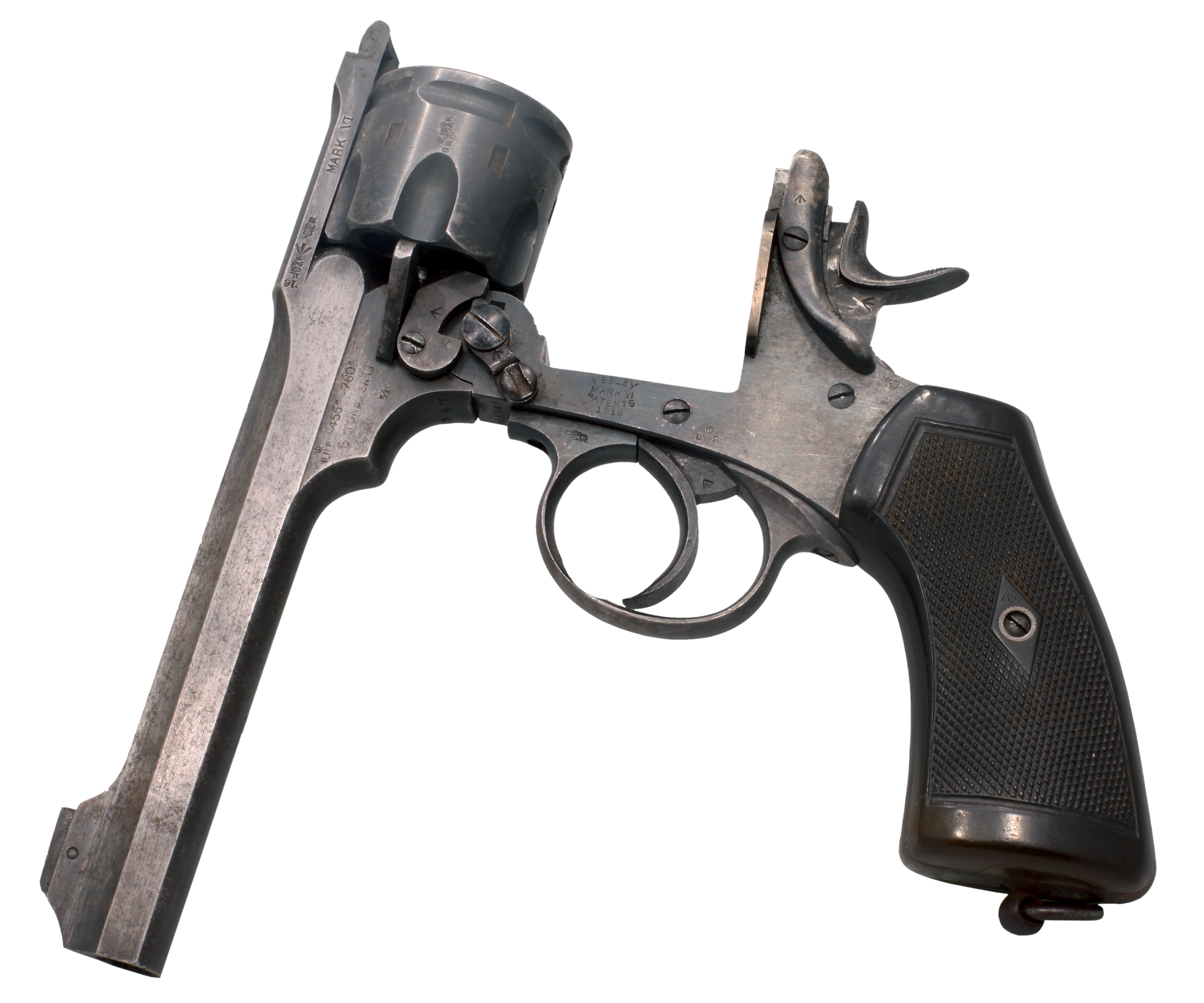
フレームを開いたウェブリー Mk VI
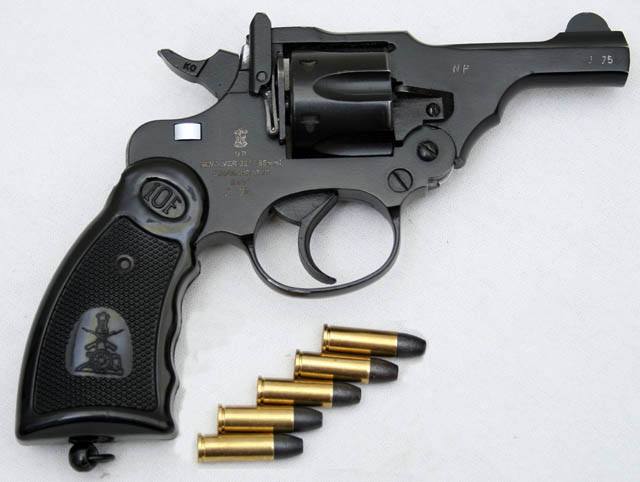
IOF .32 リボルバー（英語版）
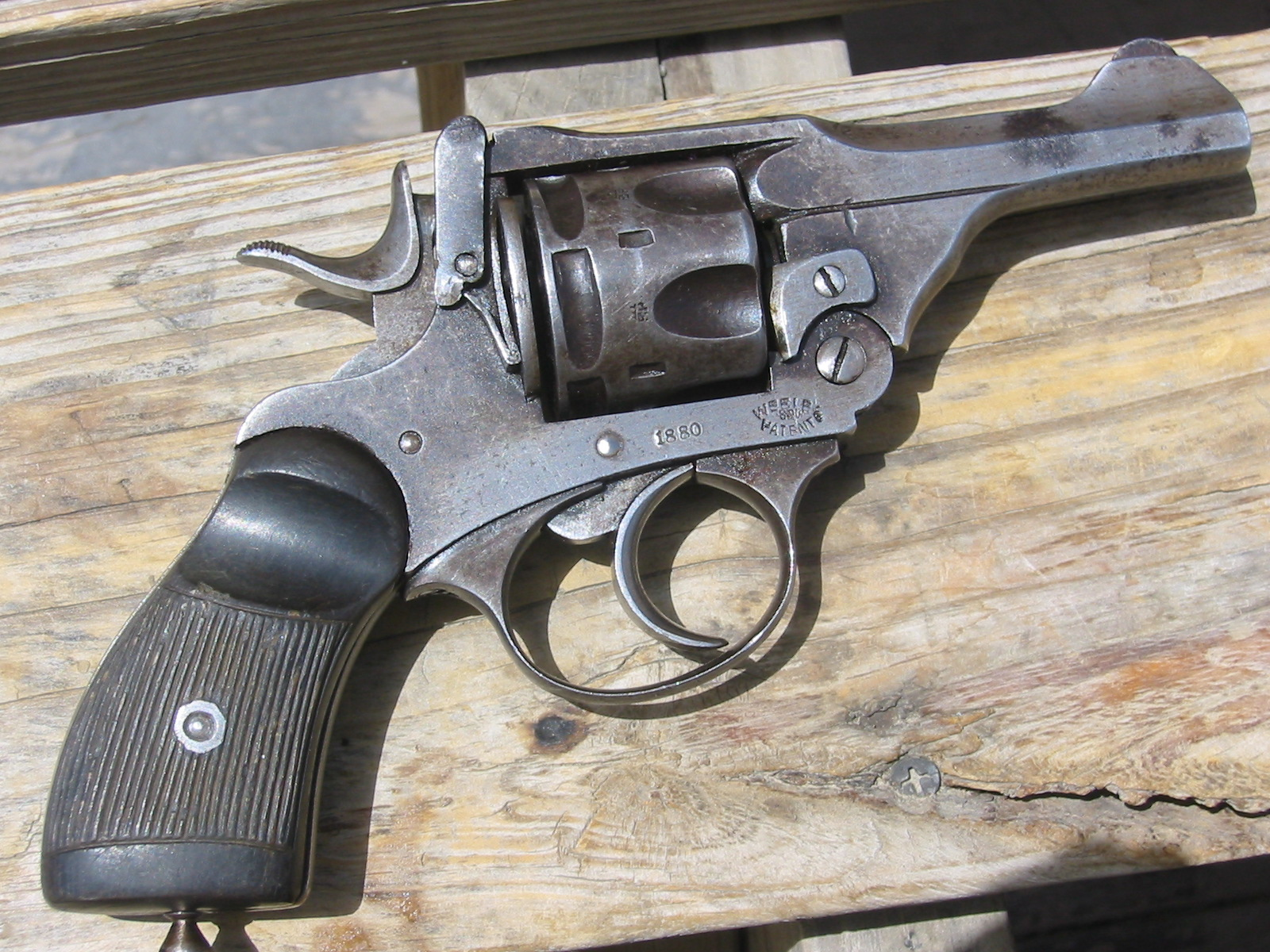
ウェブリー・ポケット・ピストルのコピー品（.38 S&W弾モデル、バグラム空軍基地にて撮影）
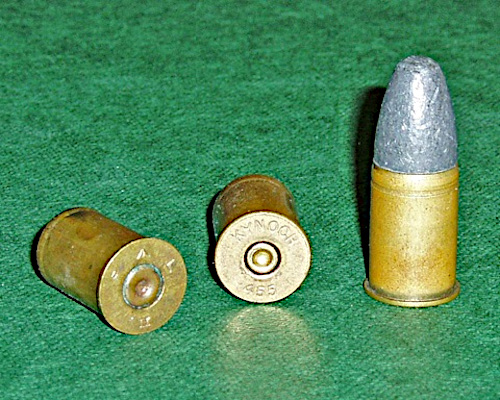
ウェブリー.455弾
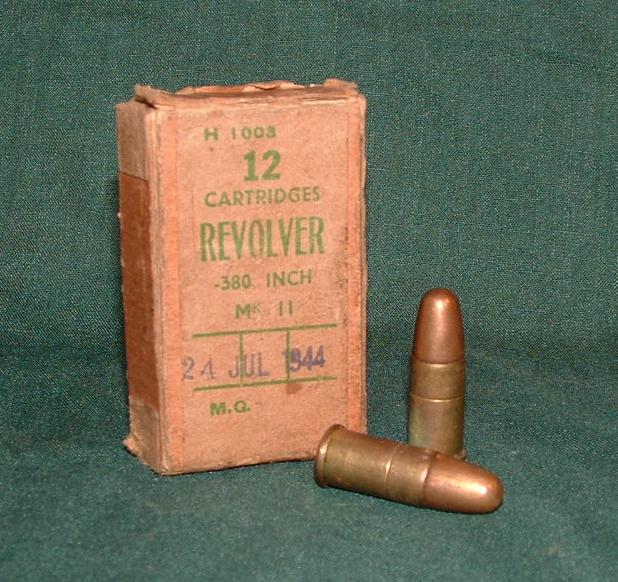
第二次世界大戦期に調達されたMk IIリボルバー用.380弾の紙箱

## 官給拳銃として

### ボーア戦争
.455口径のウェブリーMk IVは1899年に発表されたモデルで、「ボーア戦争モデル」(Boer War Model)の通称でも知られる。ボーア戦争勃発の折、英軍の将校および下士官の大多数がこのウェブリー・リボルバーを購入して戦地へと赴いた。また、ウェブリー以外にも様々な拳銃が使用されていた。例えば当時記者として従軍していたウィンストン・チャーチルも使用したモーゼルC96、ボーモン＝アダムス・リボルバーの初期モデル、ウィリアム・トランターやキノックなどが設計した中折れ回転式拳銃などが使われた。

### 第一次世界大戦
第一次世界大戦勃発を受け、1913年12月9日にはウェブリーMk Vが英軍の標準拳銃として採用されるが、軍が要求していたMk Vの初期調達数20,000丁が開戦の時点で達成されていなかった為、1914年の段階でも大量のウェブリーMk IVが前線で使用されていた。1915年5月24日、新型のウェブリー Mk VIが英連邦諸国の標準的な補助火器として採用され、第一次世界大戦を通じて将校および下士官、航空機乗員、水兵、海軍臨検班、塹壕攻撃班、機関銃班、戦車兵など、様々な兵科で装備されるようになる。ウェブリーMk VIは非常に頑丈かつ信頼性が高く、泥汚れにも強かった為に塹壕戦では特に重宝された。また、フランス製銃剣に加工を加えたウェブリーMk VI用銃剣や、専用スピードローダー、カービン的な運用を想定した銃床などの付属品も開発されている。

### 第二次世界大戦
第二次世界大戦勃発時、英軍の標準拳銃は.38/200口径のエンフィールド No2 Mk Iリボルバーであった。しかし、その後の深刻な拳銃不足の折にはエンフィールド・リボルバー以外にも様々な拳銃が現場の判断で使用され、また後には公的に制式採用された。その中には.38/200口径のウェブリーMk IVや.445口径のウェブリーMk VIも含まれていた。

### 第二次世界大戦後
.455口径のウェブリーMk VIと.38/200口径のMk IVは、第二次世界大戦後も英国および英連邦諸国における標準的な官給拳銃として支給された。新式の拳銃弾は大戦の影響で大幅に不足していた一方、エンフィールドやウェブリーなどの旧式拳銃用の銃弾は使用されず大量の在庫があったことも、これらの拳銃が長らく使用される事になった一因であるという。
少なくとも1963年まで、Mk IVリボルバーからブローニングHPピストルへの完全な更新は達成されず、朝鮮戦争、スエズ動乱、マレー危機、ローデシア紛争などで使用された。また多くのエンフィールド No2 Mk Iは少なくとも1970年末までイギリス軍で使用されていたという。

### 警察用拳銃として
香港警察やシンガポール警察では、1930年代に.38/200口径のウェブリーMk IIIおよびMk IVを採用した。シンガポール警察で採用されたモデルには、一般的な回転式拳銃には見られない安全装置が取り付けられていた。これは1970年頃まで使用されていたが、以後は消耗が目立ち始めた為、徐々に.38口径のS&W M10に置換されていった。ロンドン警視庁や植民地警察では第二次世界大戦の終結頃までウェブリー・リボルバーを採用していた。現在、警察官にこれらのウェブリー・リボルバーが支給されることはないが、未だに予備の装備として武器庫に保管されているとされる。
インドの兵器廠委員会(Ordnance Factories Board, OFB)では、未だに.380口径のMk IIの銃弾、IOF .32 リボルバーとして知られるウェブリーMk IVの短銃身モデルを製造している。

### 軍用.455口径ウェブリー・リボルバーについて
1887年から第一次世界大戦の終結までに、イギリス軍は6種類の.455口径ウェブリー・リボルバーを採用した。
- Mk I - 1887年11月8日に採用された最初期のモデル。4インチ（100mm）銃身と「鳥の嘴」(bird's beak)型と呼ばれる形状のグリップを備える。Mk I*は、Mk IをMk IIに準じた仕様に改良したものである。
- Mk II - 1895年5月21日に採用されたモデル。4インチ銃身を備える。Mk Iと大きな差はないが、グリップやハンマーの形状が変更され、焼入鋼のブラストシールドが追加された[18]。
- Mk III - 1897年10月5日に採用されたモデル。シリンダーのカム部に改良が加えられた。少数のみ調達され、多くは海軍に支給された[19]。
- Mk IV - 1899年7月21日に採用されたモデル。4インチ銃身を備える。「ボーア戦争モデル」と通称される。より高品質な鉄鋼を使用して高い強度を確保し、伴ってシリンダ軸の固定部などの形状が変更され、ブラストシールドも再設計された[20]。
- Mk V - 1913年12月9日に採用されたモデル。Mk IVと大きな差はないが、無煙火薬弾を使用する為にシリンダーの幅が0.12インチ（3.0mm）拡張されている。4インチ銃身モデルのほか、1915年には5インチ（130mm）および6インチ（150mm）のモデルも設計された[21]。
- Mk VI - 1915年5月24日に採用されたモデル[22]。Mk Vと大きな差はないが、グリップの「ターゲット」(target)型と呼ばれる形状に改められ、標準的に6インチの銃身を備えた。また1921年から1926年にかけて、Pistol, Revolver, Webley, No. 1 Mk VIの名称でエンフィールド造兵廠でも製造された[23]。

## ウェブリーMk IV.38/200 サービス・リボルバー
第一次世界大戦後、イギリス軍は.455口径拳銃は近代的な戦争において大口径過ぎると判断し、より小口径の拳銃弾の採用を計画した。そして複数回の試験とトライアルの結果、.38口径でも200グレイン（13g）の弾頭を使用すれば従来の.455口径弾とおおむね同程度の威力とストッピングパワーが期待できるとされた。
これを受けて、ウェブリー・アンド・スコット社では.38-200弾仕様のウェブリーMk IVの設計を当局に提出した。このモデルは民生・警察用に販売されていた.38口径Mk IIIリボルバーを改良したもので、いくらかのスケールダウンは行われていたものの従来のウェブリーMk IVとほとんど同じ形をしていた。しかし、英政府はエンフィールド造兵廠の設計を採用した。この銃はウェブリー製の.38-200仕様Mk IVリボルバーと外見上非常に類似していたものの、部品の互換性は一切なかった。この銃は間もなくNo.2 Mk Iリボルバー(Revolver, No. 2 Mk I)の名称が与えられ、1932年に採用された。また撃鉄の指掛けを除去してダブルアクションのみとしたモデルがMk I*として1938年に採用され、戦時生産体制に適応するべく簡素化したものがMk I**として1942年に採用された。
ウェブリー・アンド・スコット社はこれがエンフィールド造兵廠による盗作であるとして英政府を提訴し、この回転式拳銃の研究開発に掛かった費用2,250ポンドを保証するように求めた。エンフィールド側は異議を唱えたものの、ウェブリー・アンド・スコット社の支援を受けたH・C・ボーイズ大尉（ボーイズ対戦車銃の設計者）によって設計されたものであった事が記録から明らかになり、エンフィールド側はウェブリー・アンド・スコット社側の設計者2名にそれぞれ1,250ポンドずつを支払うこととなった。
また、エンフィールド造兵廠では軍の要求に応えられるだけのNo.2リボルバーを製造できないことが明らかになった為、第二次世界大戦ではウェブリーMk IVも共に使用されることとなった。

## その他の有名なウェブリー・リボルバー
イギリスおよびイギリス連邦諸国の軍用官給拳銃として採用された自動排莢装置付中折れ式回転式拳銃は、ウェブリー・リボルバーとして最も典型的なものである。ウェブリー・アンド・スコット社はその他にも警察や民生市場を対象とした拳銃をいくつか発表している。

### ウェブリーRIC

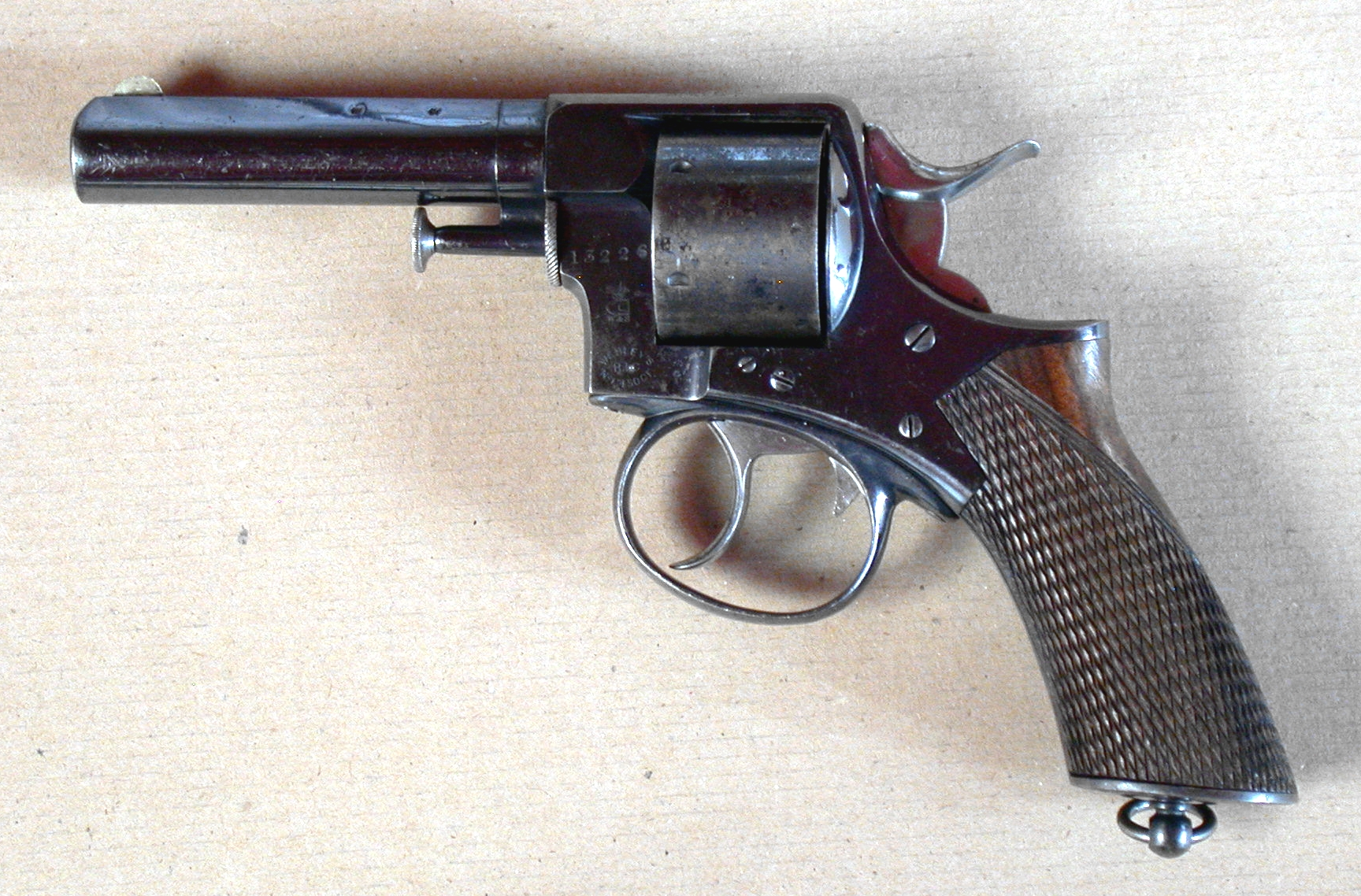
ウェブリーRIC .450口径 CF

ウェブリーRICはウェブリー・アンド・スコット社製品のうち最初のダブルアクション式リボルバーで、1868年に王立アイルランド警察隊(Royal Irish Constabulary, RIC)に採用された。ウェブリーRICは固定式のリボルバーで、.442ウェブリー弾を使用した。アメリカ陸軍のジョージ・アームストロング・カスター将軍が2丁を所持し、彼が戦死する事となる1876年のリトルビッグホーンの戦いで使用していたことでも知られる。
最初期には少数が.500トランター弾(.500 Tranter)向けモデルとして製造され、後には.450アダムズ弾などが使用できるようになった。ベルギーでもウェブリーRICのコピー製品が製造された。

### ブリティッシュ・ブルドッグ

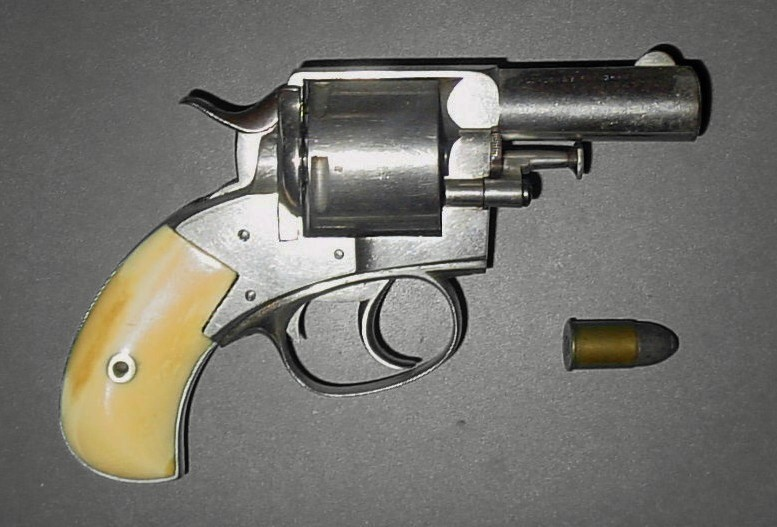
ブリティッシュ・ブルドッグ

ブリティッシュ・ブルドッグ(British Bull Dog)は1872年に発表されたモデルで、非常に人気が高いモデルの1つだった。銃身長は2.5-インチ (64 mm)で.44ショート・リムファイア弾、.422ウェブリー弾、.450アダムス弾などを5発装填することができた。19世紀末から20世紀初頭にかけて、大英帝国における私服警官や探偵に非常に人気のある拳銃の1つであった。.44口径のベルギー製ブリティッシュ・ブルドッグは1881年7月2日のチャールズ・J・ギトーによるジェームズ・ガーフィールド米大統領暗殺に使用された拳銃としても知られる。
後に.320や.380といった小口径モデルも発表されたが、これらには「British Bull Dog」の刻印はなかった。
ブリティッシュ・ブルドッグはコートのポケットに入れて携帯されたりベッドサイドテーブルなどに収納される事を想定した拳銃である。現在まで多数が良好な状態のまま現存しており、一部は未だに使用されている。19世紀末にベルギーで大量にコピーされたほか、スペイン、フランス、アメリカなどでも生産が行われた。第二次世界大戦頃までは実用的な拳銃の1つとして人気があったが、現在では使用する弾薬の調達が困難なことからコレクターズ・アイテムの1つと見なされている。

### ウェブリー＝フォスベリー・オートマチック・リボルバー
非常に珍しい派生型の1つが、ウェブリー＝フォスベリー・オートマチック・リボルバー(Webley-Fosbery Automatic Revolver)である。これは1900年から1915年まで製造されていたモデルで、6連発の.455ウェブリー弾モデルと8連発の.38ACP弾モデルがあった。この銃は発砲の度に銃の上部が反動で後退し、シリンダーを回転させ撃鉄を起こす構造になっていた。こうした構造のために回転式拳銃としては珍しく安全装置を備えていたほか、引き金は通常のダブルアクション式に比べて軽く、命中精度も高かった。